# Mercurio Baiardo
Mercurio Baiardo ma anche Mercurio Bajardo o Mercurio Baiardi (fl. XVI secolo) è stato un pittore italiano attivo a Parma tra il 1555 e il 1575.

## Biografia
Fu allievo del Parmigianino. Nel 1568 dipinse, in chiaroscuro, figure per i pilastri della cupola della Basilica di Santa Maria della Steccata. Per la Chiesa di Santa Maria del Quartiere, dipinse una Madonna che allatta il Bambino (1574). Dipinse anche affreschi nel Palazzo Venturini a Parma.